# 사포구역

사포구역(沙浦區域)은 함흥시의 행정구역 중 하나이다.

## 상세
원래 함주군 운남면 사포리이었으나, 1960년대 함흥시에 여러 행정구역이 설치되면서 사포구역 또한 신설되었다. 본궁구역의 일부를 흡수하여 오늘날의 모습을 갖게 되었으며, 함흥시 산하 행정구역 중 가장 크다. 구역의 명칭은 모래톱(沙) 포구(浦)를 뜻한다. 함흥본궁이 이곳에 위치하며, 룡성기계련합기업소가 여기에 있다.

## 연혁
- 1960년 설치[1]

## 행정구역
- 사포1동
- 사포2동
- 사포3동
- 당보1동
- 당보2동
- 궁서동
- 상수동
- 수변동
- 영호동
- 보전동
- 흥덕1동
- 홍덕2동
- 홍덕3동
- 홍덕4동
- 용신동
- 본궁1동[2][3]
- 본궁2동
- 본궁3동
- 흥서동
- 용동
- 흥북동
- 초운리
- 연흥리
- 용흥리
- 창흥리

## 같이 보기
- 함흥시
- 함경남도